# 389 av. J.-C.
Cette page concerne l'année 389 av. J.-C. du calendrier julien proleptique.

## Événements
- Été : 
  - Denys l'Ancien de Syracuse rassemble ses forces à Messana pour envahir l’Italie du Sud (20 000 fantassins, 3 000 cavaliers, 40 vaisseaux de guerre et 300 bateaux de transport)[1]. Il s’allie aux Lucaniens contre la Ligue italiote réunissant les cités de Grande-Grèce. Les Lucaniens envahissent le territoire de Thourioi, qui contre-attaque en assiégeant Laos, ancienne colonie de Sybaris aux mains des Lucaniens. L’armée de Thourioi, encerclée, est sauvée par l’intervention de la flotte de Leptinès, frère de Denys, qui fait conclure une trêve entre les belligérants. Denys relève Leptinès de son commandement et le remplace par son autre frère, Thearidès. Denys passe en Italie et entreprend le siège de Caulonia (au nord de Locres). Il vainc l’armée de secours de la Ligue italiote près du fleuve Elléporos (Stilaro). Denys libère les prisonniers sans rançon, ce qui lui vaut une grande popularité et conduit la plupart des cités italiotes à renoncer aux hostilités. Caulonia et Hipponion capitulent et leurs citoyens sont déportés à Syracuse. Leurs territoires sont annexés par Locres. Rhêgion, isolée, demande et obtient la paix : elle doit verser un tribut, livrer sa flotte et remettre cent otages. Denys s’installe sur le territoire de Rhêgion et demande à la cité de ravitailler son armée. Il mène en fait le siège de la cité, qui résiste onze mois (388-387 av. J.-C.)[2].
  - Thrasybule est assassiné sous sa tente par les gens d’Aspendos en Pamphylie, probablement pour se venger des pillages athéniens[3].
- 16 juillet du calendrier romain[4] : entrée en charge à Rome de tribuns militaires à pouvoir consulaire : Lucius Valerius Publicola, Lucius Verginius, Publius Cornelius, Aulus Manlius Capitolinus, Lucius Aemilius, Lucius Postumius. Camille est nommé dictateur pour lutter contre les ennemis encouragés par la faiblesse de Rome après le sac de la ville par les Gaulois ; il reprend Sutrium aux Étrusques[5].

- À Athènes, un compagnon de Thrasybule, le stratège Ergoclès, accusé d’exactions contre les cités grecques, de détournements de fonds, de complot contre la démocratie, est condamné à mort (contre Ergoclès, de Lysias)[6].
- Début du règne de Leucon, roi du Bosphore (fin en 349/348 av. J.-C.)[7].

## Naissances en 389 av. J.-C.
- Hypéride, homme d'État athénien.

## Décès
- Thrasybule, général et homme d'État athénien.